# 추판 왕국
추판 왕국은 일 한국이 멸망한 뒤 타브리즈와 현재의 아제르바이잔을 중심으로 세워진 국가로 일 한국이 멸망한 1335년부터 킵차크 한국에 의해 멸망당한 1357년까지 약 20여년간 존속했다.

## 건국 이전
추판 왕조의 창시자 아미르 추판은 원래 몽골 타이치우드의 술두스(Suldus) 씨족 출신으로 조상인 소르간 시라가 칭기스 칸을 따랐다고 전해진다. 이후에는 페르시아에 정착하여 일 한국의 지배를 받게 되었다.
일 한국의 지배를 받던 14세기 초반부터 추판 부족은 그 세력을 넓히기 시작했다. 14세기 초반, 아미르 추판은 가잔 칸의 밑에서 여러 차례의 전투를 승리로 이끌며 권력을 얻기 시작했고
 왕족들과의 혼인 관계를 통해 권력을 공고히했다. 일 한국에서 가장 큰 권력을 행사했던 아미르 추판은 9대 칸인 아부 사이드 칸의 미움을 사 1327년에 추방당한 뒤 살해당했다. 하지만 그의 딸인 바그다드 하툰이 아부 사이드 칸의 황후(하툰, Khatun)가 된 후 칸보다 더 큰 권력을 쥐면서 추판 부족은 일 한국에서의 권력을 회복하였다.

## 하산 쿠첵
1335년 일 한국의 아부 사이드 칸이 사망하자 중동의 정세는 혼란스러워졌다. 아부 사이드 칸의 뒤를 이어 칸위에 오른 아르파 케운은 큰 권력을 누렸던 바그다드 하툰을 잡아 처형시켰지만 그 자신도 1년 후인 1336년에 처형당하고 말았다. 이런 와중에 추판 부족에서 가장 두드러진 것은 아미르 추판의 손자인 하산 쿠첵이었다. 하산 쿠첵은 아제르바이잔 지역을 중심으로 추판 부족을 규합한 뒤 명목상의 칸인 사티 벡(아부 사이드 칸의 여동생)을 내세웠다.
이후 하산 쿠첵은 외부로 눈을 돌렸다. 당시 일 한국의 수도였던 타브리즈를 장악한 것은 자라이르 왕조의 하산 부주르그였다. 이를 마땅치 않게 여긴 하산 쿠첵은 1338년에 자라이르 왕조와 대결하여 승리를 거두었다. 하산 부주르그가 내세운 칸인 무함마드는 살해당했고 추판 왕조는 우위를 점했다. 그로부터 2년 뒤인 1340년에 하산 쿠첵은 하산 부즈루그와 다시 맞붙어 또 한번 승리를 거두고 하산 부즈루그를 바그다드로 쫓아내는 데에 성공했다.
하지만 문제는 외부가 아닌 내부에 있었다. 하산 쿠첵이 규합한 추판 부족의 결속력은 매우 낮았고 일부는 자라이르 왕조로 변절하기도 하였다. 하산 쿠첵은 이러한 내부 갈등 과정에 휘말려 1343년에 암살당하고 말았다.

## 마렉 아시라프
하산 쿠첵이 암살당한 이후 추판 왕조는 마렉 아시라프와 그의 삼촌인 야기 바스티(Yagi Basti), 수르간(Surgan)의 각축장으로 변했다. 이 셋 중 추판 왕조를 다시 통일시킨 것은 마렉 아시라프였다. 야기 바스티는 암살당했고 수르간의 세력은 1345년에 괴멸됐다.
1347년, 마렉 아시라프는 그의 동생인 마렉 아스타(Malek Astar)를 보내 자라이르 왕조의 수도 바그다드를 공격하게 했다. 하지만 마렉 아스타는 자라이르 왕조와의 전투에서 크게 패하였고 원정은 대실패로 끝나고 말았다. 3년 뒤인 1350년에는 인주 왕조(Injuid Dynasty)를 공격했으나 큰 성과를 거두지 못했다.
마렉 아시라프의 재위기간 동안 추판 왕조는 자라이르 왕조와의 전투에서 받은 피해와 선페스트의 유행으로 무너지고 있었다. 결국 추판 왕조는 1357년에 킵차크 한국의 자니 벡 칸의 침략에 의해 멸망당했고 마렉 아시라프는 킵차크 한국군에 잡혀 처형당했다.
추판 조의 영토를 정복한 킵차크 한국은 통치의 어려움을 직감하고 1년 뒤인 1358년에 최종적으로 철수했으며 이 땅은 2년 뒤인 1360년에 자라이르 왕조의 우웨이스 1세의 손에 넘어갔다. 이 과정에서 마렉 아시라프의 아들인 티무르타스(Temurtas)도 사망하여 이후 추판 왕조의 존재는 완전히 역사 속으로 사라지게 되었다.

## 추판 왕조의 지배자
아미르 추판과 바그다드 하툰은 추판 부족의 지배자일 뿐 추판 왕조의 지배자는 아니다.
- 아미르 추판
- 바그다드 하툰
- 하산 쿠첵 (1335~1343)
- 마렉 아시라프 (1343~1357)

## 같이 보기
- 자라이르 왕조
- 일 한국
- 킵차크 한국